# Новостройка (Восточно-Казахстанская область)
Новостройка (каз. Новостройка) — село в Самарском районе Восточно-Казахстанской области Казахстана. Входит в состав Сарыбельского сельского округа. Код КАТО — 635049300.

## Население
В 1999 году население села составляло 370 человек (177 мужчин и 193 женщины). По данным переписи 2009 года, в селе проживало 190 человек (91 мужчина и 99 женщин).